# Turivka, Zhurivka
Turivka (în ucraineană Турівка) este localitatea de reședință a comunei Turivka din raionul Zhurivka, regiunea Kiev, Ucraina.

## Demografie
Componența lingvistică a localității Turivka
     Ucraineană (98,98%)
     Alte limbi (1,02%)
Conform recensământului din 2001, majoritatea populației localității Turivka era vorbitoare de ucraineană (98,98%), existând în minoritate și vorbitori de alte limbi.